# Swift (космічний апарат)

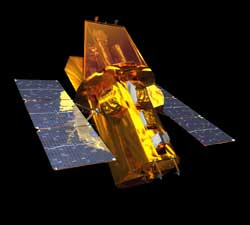

Swift — орбітальна обсерваторія, спільний проєкт США, Італії та Великої Британії. Призначена для реєстрації та спостереження космічних гамма-спалахів.
Запущена 20 листопада 2004 з космодрому мис Канаверал за допомогою ракети-носія Дельта-2 7320-10. Орієнтація й швидкі розвороти супутника виконуються за допомогою гіродінів.

## Інструменти
На борту Swift всього три основних наукових інструменти.
BAT (Burst Alert Telescope)Монітор гамма-сплесків, призначений для виявлення і визначення координат гамма-сплесків. Монітор працює в рентгенівському діапазоні 15—150 кеВ. Мультидетектор площею 5200 см2 складається з масиву 32 768 окремих напівпровідникових детекторів з телуриду кадмію-цинку (CdZnTe). Завдяки використанню апаратури, що кодує маски з 52 000 свинцевих елементів, які перекривають поле зору, досягається висока кутова роздільна здатність гамма-телескопа (17 кутових мінут). Оглядає тілесний кут 60°×100°, або близько 1,4 стерадіан (~  1 ⁄ 9 усієї небесної сфери).
XRT (X-ray Telescope)
Рентгенівський телескоп, призначений для визначення спектру гамма-сплесків й отримання їх зображення в рентгенівському діапазоні 0,3—10 кеВ.
UVOT (UltraViolet / Optical Telescope)Ультрафіолетовий / оптичний телескоп, призначений для отримання зображення й спектральних характеристик гамма-сплесків. Працює в діапазоні довжин хвиль 170—650 нм. Діаметр дзеркала телескопа становить 0,3 м.

## Місія
- Визначити походження ГРС (Гамма-Рентгенівські Сплески)
- Вивчити гамма-сплески, щоб краще розуміти молодий Всесвіт
- Провести огляд усього неба, який буде чутливішим, ніж будь-який попередній, і значно збагатити наукові знання астрономічних джерел рентгенівського випромінювання
- Слугувати платформою для обсерваторії загального призначення для досліджень космічного гамма-випромінювання і в рентгенівському / оптичному діапазонах.

## Галерея

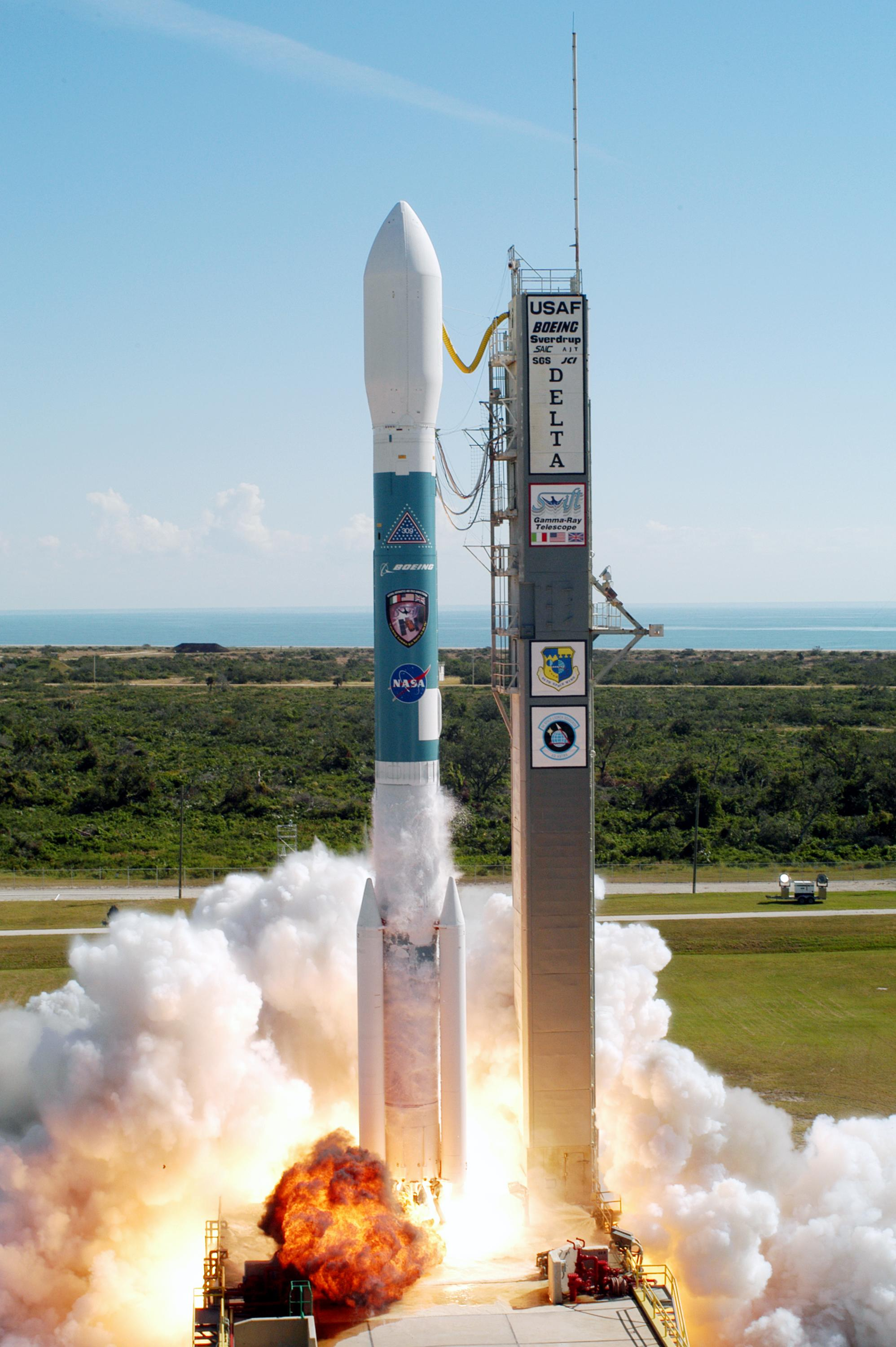
Ракета-носій Delta 7320-10C піднімає Swift
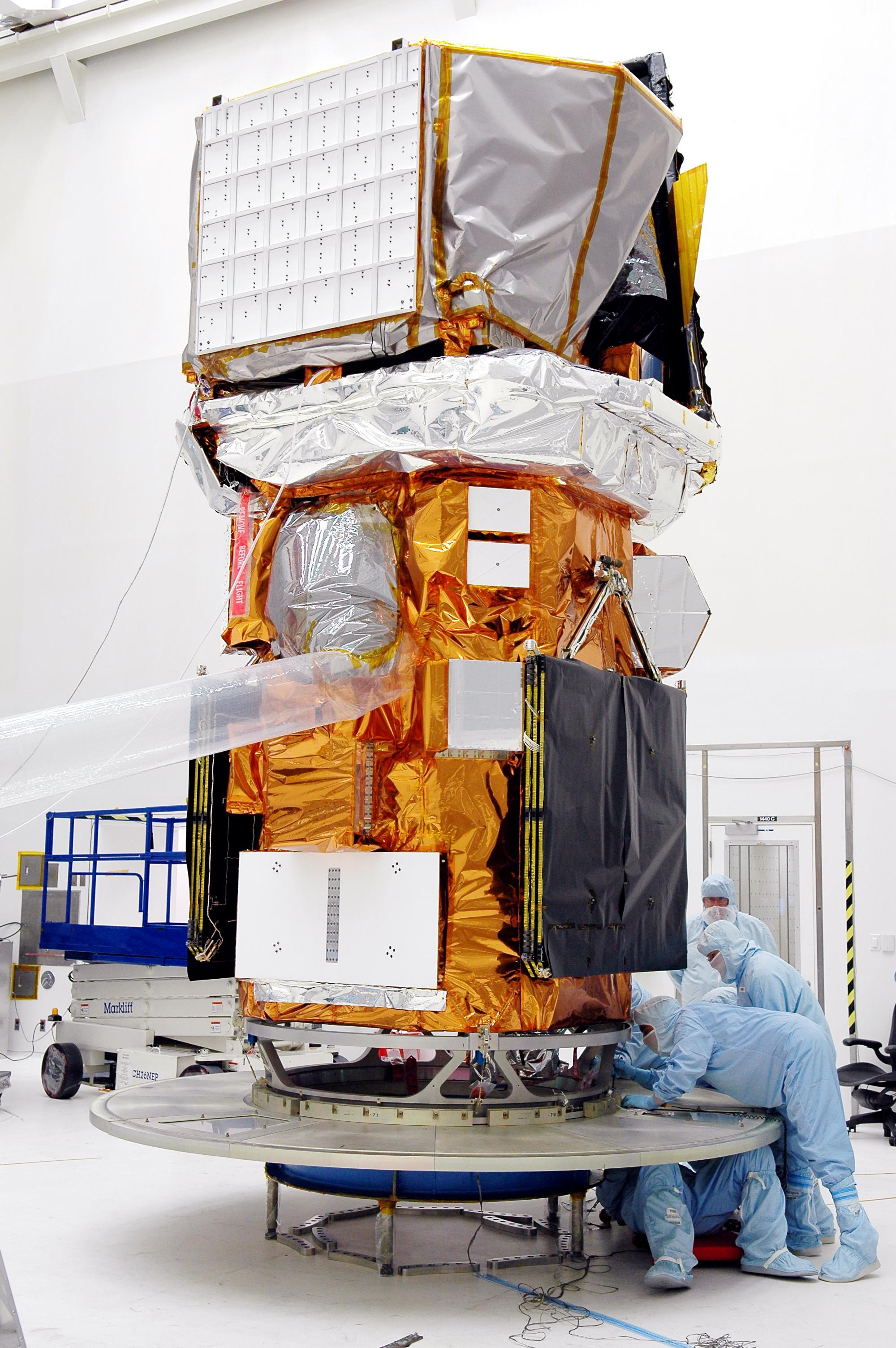
Swift перед запуском